# Nembrotha kubaryana
Nembrotha kubaryana este o specie acvatică și coloră de limax. Acest gasropod poate atinge o lungime de peste 120 mm. Culoarea dominantă a coprului e neagră, cu benzi verzi logitundinale. Marginile piciorului și capul are o nuanță portocalie, aproape roșietică. Rinoforiile și branhiile, de asemenea, pot fi colorate, roșii sau verzi. Nembrotha kubaryana poate fi confundată cu o specie similară, Nembrotha cristata, lipsită de petele portocalii. Această specie se întâlnește în apele tropicale din sud-vestul Oceanului Pacific. Se hrănește, în principal, cu ascidii.
Nembrotha kubaryana extrage substanțele toxice din ascidiile consumate și le utilizează împotriva dușmanilor proprii.